# Sierra de Alvelos
Sierra de Alvelos (en portugués, serra de Alvelos) es una elevación del Portugal continental, con una altitud máxima de 1084 m.s.n.m. También es conocida como serra do Cabeço da Rainha. Se extiende por los municipios de Oleiros, Sertã y Proença-a-Nova. Pertenece al Sistema Central ibérico.